# Kenarimbala
Kenarimbala is een bestuurslaag in het regentschap Alor van de provincie Oost-Nusa Tenggara, Indonesië. Kenarimbala telt 982 inwoners (volkstelling 2010).